# 579 v. Chr.
Portal Geschichte | Portal Biografien | Aktuelle Ereignisse | Jahreskalender | Tagesartikel

◄ |
7. Jahrhundert v. Chr. |
6. Jahrhundert v. Chr. |
5. Jahrhundert v. Chr. |
►

◄ | 590er v. Chr. | 580er v. Chr. | 570er v. Chr. | 560er v. Chr. |
550er v. Chr. |
►

◄◄ | ◄ | 582 v. Chr. | 581 v. Chr. | 580 v. Chr. | 579 v. Chr. |
578 v. Chr. |
577 v. Chr. |
576 v. Chr. |
► |
►►